# منتخب رواندا تحت 20 سنة لكرة القدم
منتخب رواندا تحت 20 سنة لكرة القدم (بالإنجليزية: Rwanda national under-20 football team) هو ممثل رواندا الرسمي في المنافسات الدولية في كرة القدم في فئة كرة قدم تحت 20 سنة للرجال، يديريه اتحاد رواندا لكرة القدم.